# تورت (خودرو)
تورت (خودرو) (Tourette) خودرویی است که بین سال‌های ۱۹۵۶ تا ۱۹۵۸ تولید شده‌است.
موتور آن ۱۹۷ سی‌سی است.